# Argulus catostomi
Argulus catostomi är en kräftdjursart som beskrevs av James Dwight Dana och Herrick 1837. Argulus catostomi ingår i släktet Argulus och familjen karplöss. Inga underarter finns listade i Catalogue of Life.